# Jan Rosół
Jan Rosół znany też pod pseudonimami „Ojciec” i „Stary” (ur. 12 maja 1845 w Wylezinie koło Grójca, zm. 14 marca 1914 w Żyrardowie) – polski polityk, działacz socjalistyczny, uczestnik powstania styczniowego.

## Życiorys
Syn Michała i Ludwiki Piszczelewskiej. Za karę za udział w powstaniu styczniowym został wcielony do armii rosyjskiej. Służbę wojskową odbywał na Kaukazie i uczestniczył w wojnie rosyjsko-tureckiej. Od 1891 (lub wcześniej) do 1893 był członkiem Związku Robotników Polskich. Działał w I Proletariacie, Związku Robotników Polskich, PPS, Socjaldemokracji Królestwa Polskiego. Był członkiem tymczasowego Komitetu Centralnego SDKPiL w 1899. W latach 1893–1895 więziony był w X Pawilonie Cytadeli Warszawskiej, w latach 1896–1898 na zesłaniu w guberni archangielskiej; w latach 1901–1903 ponownie był więźniem X Pawilonu Cytadeli Warszawskiej, a do 1905 ponownie na zesłaniu w guberni irkuckiej i guberni jenisejskiej.